# 蔣業謙
蔣業謙（1753年—1813年），字撝吉，號湛華，江蘇蘇州府長洲縣人，清朝政治人物。

## 生平
蔣業謙來自蘇州婁關蔣氏家族，為蔣燦五世孫。祖父蔣深，父蔣仙根（字奕蘭，號蟠猗，1698-1762）為監生，母楊氏（1727-1797）。蔣仙根有七子，蔣業謙為第七子，有同父異母長兄蔣業晉等。
蔣業謙為大興縣籍庠生，乾隆四十二年（1777年）與從兄蔣曾煌、從侄蔣元復及從孫蔣榮（蔣國華子）同為丁酉科順天鄉試舉人。五十二年（1787年）以方略館議敘選浙江太平縣知縣，調安徽石埭縣知縣，五十三年（1788年）署宿松縣知縣，授文林郎，五十六年（1791年）任霍邱縣知縣，嘉慶元年（1796年）復任，二年（1797年）正月陞福建台灣府同知，未到任，同月丁母憂，回籍守孝，十二年（1807年）調廣西平樂府同知，誥授奉政大夫，十八年（1813年）中秋日卒。

## 家庭
夫人為候選縣丞徐舟楫女，側室黃氏與丁氏。有二子蔣慶增及蔣慶陞。